# Jamides mindanensis
Jamides mindanensis är en fjärilsart som beskrevs av Hayashi 1977. Jamides mindanensis ingår i släktet Jamides och familjen juvelvingar. Inga underarter finns listade i Catalogue of Life.